# City Ground
City Ground je víceúčelový stadion sloužící zejména pro fotbal v anglickém městě Nottinghamu. Využívá se především pro fotbalová utkání místního klubu Nottingham Forest FC. Kapacita stadionu je 30 445 diváků. Kromě toho stadion slouží jako kulturní zařízení s možností pořádání koncertů. Tento stadion využívá při koncertních turné mnoho zpěváků a hudebníků.

## Historie
Nottingham Forest FC se přestěhoval na své nové hřiště 3. září 1898, což bylo 33 let po jeho založení. Dne 12. října 1957 byla na City Groundu otevřena nová tribuna East Stand, která měla lavičky až pro 2 500 fanoušků. Nové světlomety byly poprvé oficiálně zapnuty 11. září 1961. Rekordní počet návštěvníku 49 946 byla stanovena v říjnu 1967, když Forest porazil Manchester United 3:1.
Hlavní tribuna byla z velké části přestavěna v roce 1965, ale 24. srpna 1968 vypukl během zápasu proti Leeds United oheň. Začalo to v kotelně těsně před poločasem. Tribuna byla poškozen, ale přes to nebyl žádný z návštěvníku zraněn. Jedinými nahlášenými zraněními byla posádka televize v televizní portále, která se musela dostat ven, protože přístupový žebřík byl uložen v kotelně.
Hlavní tribuna byla postavena v roce 1980 za 2 miliony liber, kterou celou zaplatil klub. Nová tribuna měla kapacitu pro 10 000 návštěvníků. Součástí této tribuny bylo také 36 šaten a velká přijímací hala. Dramata anglického fotbalu na konci 80. let vedla k rekonstrukci tribuny Bridgford v roce 1992, která měla nyní kapacitu 7 710 míst. Neobvyklý tvar střechy byl navržen tak, aby umožnil slunečnímu světlu dosáhnout nedaleké domy na Colwick Road.
Trent End je nejnovější tribuna. Byla přestavěna před mistrovství Evropy ve fotbale v roce 1996. Přidalo se 7 338 míst, čímž se celková kapacita stadionu zvýšila na 30 576 míst. City Ground by se mohlo dále rozšířit na 46 000 míst, pokud by se Nottingham dostal mezi elitu anglického šampionátu.
V červnu 2007 bylo zveřejněno, že klub plánuje postavit novou fotbalovou arénu a nahradit tak stadion City Ground. Rok 2014 byl stanoven jako datum zahájení výstavby. Nová aréna měla divákům nabídnout kapacitu mezi 45 000 a 50 000 místy, což by bylo výrazně větší než předchozí stadion. Průzkum fanoušků klubu v té době ukázal, že většina si pro jméno vybrala „Brian Clough Arena“. Vzhledem k tomu, že Anglie nezískala pořadatelství mistrovství světa ve fotbale v roce 2018, je nyní nejpravděpodobnějším řešením přestavba City Ground.